# Интерфейс (шаблон проектирования)
Интерфейс (англ. interface) — основной шаблон проектирования (повторяемая архитектурная конструкция), являющийся общим методом для структурирования компьютерных программ для того, чтобы их было проще понять. В общем, интерфейс — это класс, который обеспечивает программисту простой или более программно-специфический способ доступа к другим классам.
Интерфейс может содержать набор объектов и обеспечивать простую, высокоуровневую функциональность для программиста (например, Шаблон Фасад); он может обеспечивать более чистый или более специфический способ использования сложных классов («класс-обёртка»); он может использоваться в качестве «клея» между двумя различными API (Шаблон Адаптер); и для многих других целей.
Другими типами интерфейсных шаблонов являются: Шаблон делегирования, Шаблон компоновщик, и Шаблон мост.

## Примеры

### C++
В противоположность Java (язык программирования), где интерфейсы распространены, этот шаблон нечасто используется в C++. Однако, иногда, это может помочь сократить зависимости. Для библиотек, использующих классы-обёртки для скрытия деталей внутренней реализации, шаблон «интерфейс» может повысить читаемость кода.
Поскольку класс Facade является интерфейсом библиотеки, то его h-файл должен быть доступен пользователю библиотеки. Поэтому он должен быть помещён в include-каталог библиотеки. Но этот класс Facade возможно нуждается в некоторых свойствах других классов библиотеки. Поэтому его h-файл должен включать h-файлы других классов. Значит эти файлы также должны быть доступны, следовательно они также должны быть помещены в include-каталог библиотеки. А это нарушает стратегию определения только одних интерфейсов библиотеки в include-каталог. Эта трудность может быть решена использованием паттерна Interface.
Для реализации интерфейса к классу A требуется реализовать класс A_Interface, который будет определять публичные методы класса A как абстрактные функции. Класс A должен быть унаследован от класса A_Interface. Не забудьте объявить деструктор интерфейса A_Interface как виртуальный!
В таком случае заголовочный файл (h-файл) класса A может располагаться в source-каталогах библиотеки, в то время как заголовочный файл класса A_Interface останется в include-каталоге.
Поскольку интерфейсный класс является абстрактным и класс, реализующий интерфейс, неизвестен извне библиотеки, для создания объектов класса A требуется наличие фабрики (factory). Имеет смысл создать метод класса A_Interface, который будет работать как метод-фабрика (factory method).